# 大橋憲三
大橋 憲三（おおはし けんぞう、1944年11月3日 - ）は、駿台予備学校化学科非常勤講師。高校化学をわかりやすくする会 事務局長。元・株式会社ラティオインターナショナル 情報システム部長。元・東大教育研究所理事長。元・代々木ゼミナール化学科講師。元・東大進学塾エミール化学科講師。
兄は東京工業大学名誉教授の大橋裕二。

## 経歴
福井県福井市出身。東京大学工学系大学院博士課程中退。
1995年駿台予備学校化学科講師の大川忠とともに「高校化学をわかりやすくする会」を設立。
2006年度から2008年度まで東大進学塾エミールに出講。

## 著作物
- 『おとうさんのためのコンピュータ読本』（JICC出版局（現・宝島社）、1988年）

## コンピューターソフト制作
- 『コンピュータ図鑑　3D結晶カタログ　有機編』（株式会社ラティオインターナショナル）
- 『コンピュータ図鑑　3D結晶カタログ　無機編』（株式会社ラティオインターナショナル）
- 『溶解現象シミュレーション Solve It!』（株式会社ラティオインターナショナル）

など